# Borsigallee
Die Borsigallee ist eine Zubringerstraße im Osten des Stadtgebiets von Frankfurt am Main. Sie ist benannt nach Johann Friedrich August Borsig, dem Gründer der Borsig-Werke. Die Straße verbindet Gewerbegebiete in den östlichen Stadtteilen Seckbach und Bergen-Enkheim mit der Bundesautobahn 66. Durch ihre Autobahn-Anschlussstelle ist die Borsigallee eine bedeutende Verbindung ins östliche Umland Frankfurts, mit Weiterführung zur Bundesautobahn 7. Im ÖPNV besteht lokale Bedeutung durch die begleitende U-Bahn – entlang der Straße, an der U-Bahn-Strecke C, liegen die vier östlichsten Haltestellen des Frankfurter U-Bahn-Netzes.
Der flächenmäßig größte, direkt an der Borsigallee gelegene Gebäudekomplex ist das Hessen-Center, eines von fünf bedeutenden Einkaufszentren für die Stadtregion Frankfurt. Die Borsigallee hat den Status einer Landesstraße und führt über ihre gesamte Länge die Frankfurter Postleitzahl 60388.

## Straßenverlauf

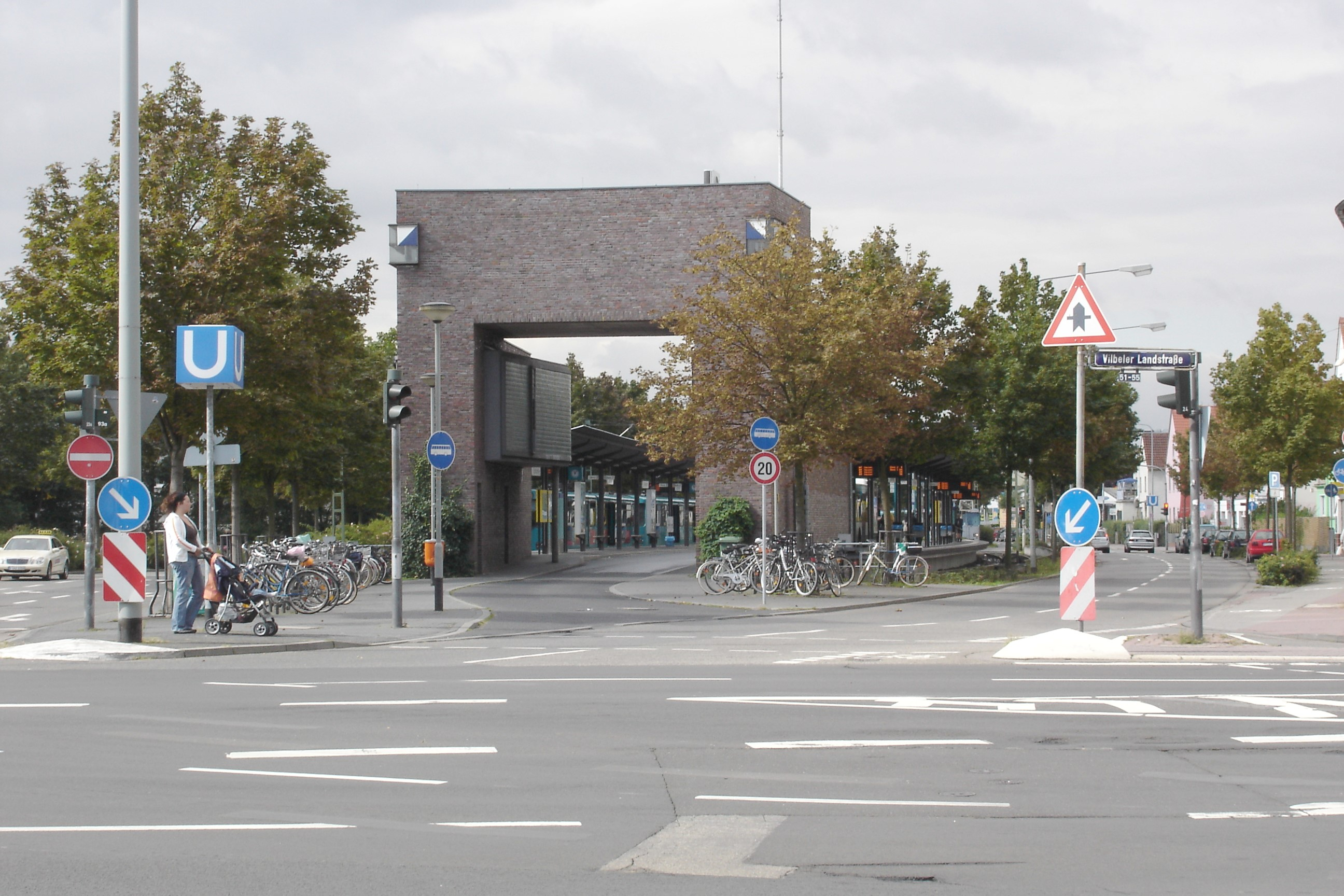
U-Bahn-Station Enkheim, Blick entlang der Borsigallee Richtung Westen. Im Vordergrund ein Abschnitt der Vilbeler Landstraße

Die Borsigallee ist als vierspurige Straße mit begleitendem Gleiskörper auf separater Trasse angelegt. Auf einem breiten Mittelstreifen verläuft, vom Straßenverkehr getrennt, die oberirdische Strecke der U-Bahn-Linien U4 und U7 der Verkehrsgesellschaft Frankfurt am Main (VgF). Die Endhaltestellen beider Linien liegen am nordöstlichen Ende der Straße, im Frankfurter Ortsteil Enkheim (zu Bergen-Enkheim), an der Kreuzung von Vilbeler Landstraße, Triebstraße und Leuchte. Dort befinden sich außerdem die Haltestellen mehrerer Buslinien.
Von der genannten Straßenkreuzung aus führt die Borsigallee auf zwei etwa gleich langen, überwiegend gerade verlaufenden Streckenabschnitten mit einer Gesamtlänge von etwa zwei Kilometern nach Südwesten und Süd-Südwesten.
Ein Gebäude von lokaler Bedeutung am nordöstlichen Ende der Straße ist das Volkshaus Enkheim (Hausnummer 40), ein von der Frankfurter Saalbau GmbH betriebenes Veranstaltungshaus. Nach etwa 100 Metern ihres Verlaufs in südwestliche Richtung passiert die Borsigallee das an den südlichen Straßenrand angrenzende Hessen-Center. Nach etwa 650 Metern zweigt nach Südosten die Auffahrt zur A66 in Richtung Hanau ab (Anschlussstelle 32, FfM.-Bergen-Enkheim). Unmittelbar auf die Autobahn-Auffahrt folgend grenzt ein nordwestlicher Ausläufer des Fechenheimer Waldes, der zum Frankfurter Grüngürtel gehört, an die Borsigallee an. Dort ändert die zuvor geradlinig von Nordosten nach Südwesten verlaufende Straße leicht ihre Richtung nach Süd-Südwest. Nach 800 bis 1.000 Metern ihres weiteren Verlaufs münden von Nord-Nordwest drei parallel zueinander verlaufende Seitenstraßen aus dem Industrie- und Gewerbegebiet Seckbach in die Borsigallee ein, darunter die Gwinnerstraße. An ihrem südlichen Ende mündet die Borsigallee von Norden in die Straßen Am Erlenbruch (im Stadtteil Frankfurt-Riederwald) und Wächtersbacher Straße (Stadtteil Fechenheim), die dort ineinander übergehen.

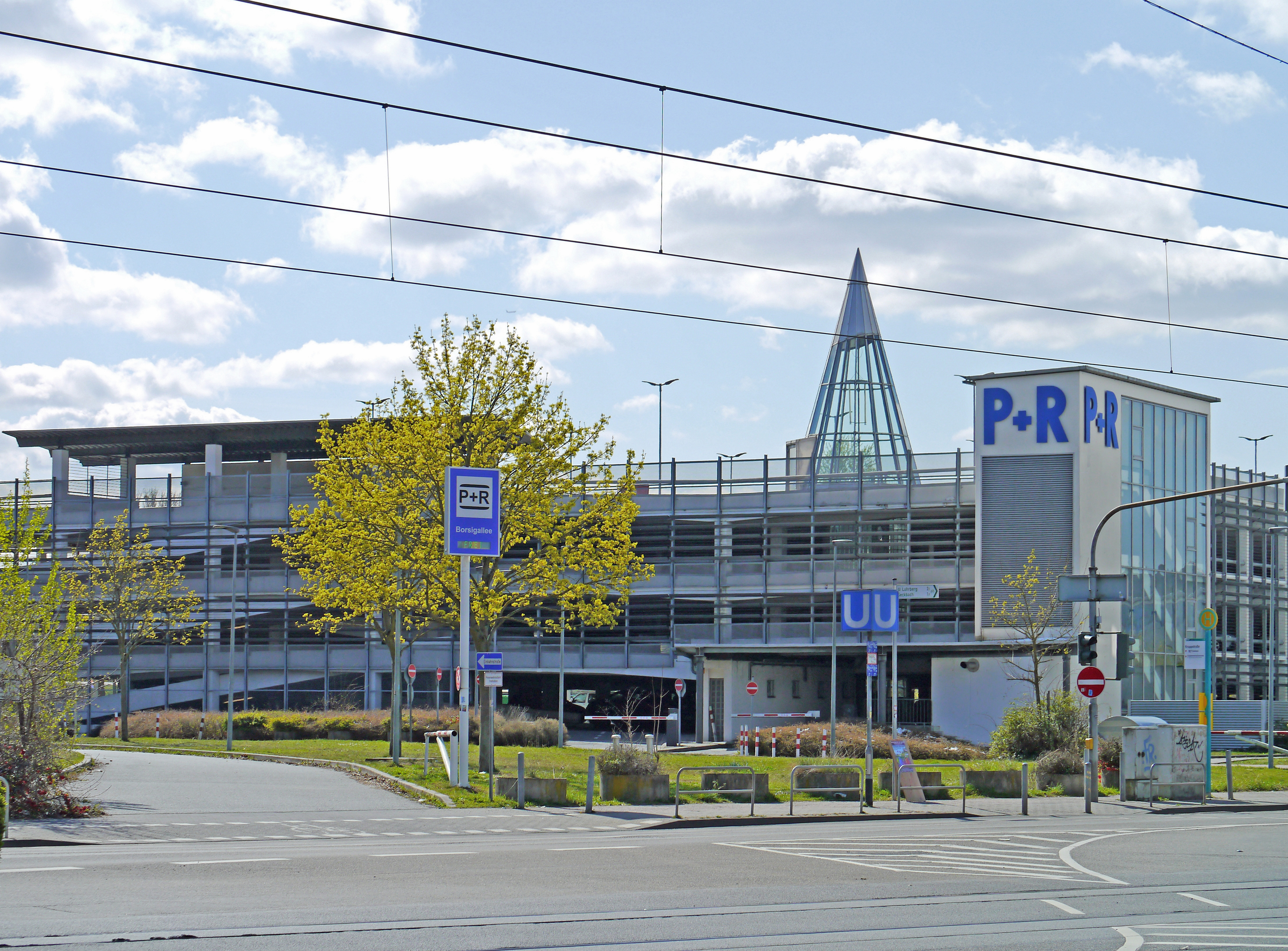
P+R Parkhaus, Kreuzung Kruppstraße